# Lionel Monckton

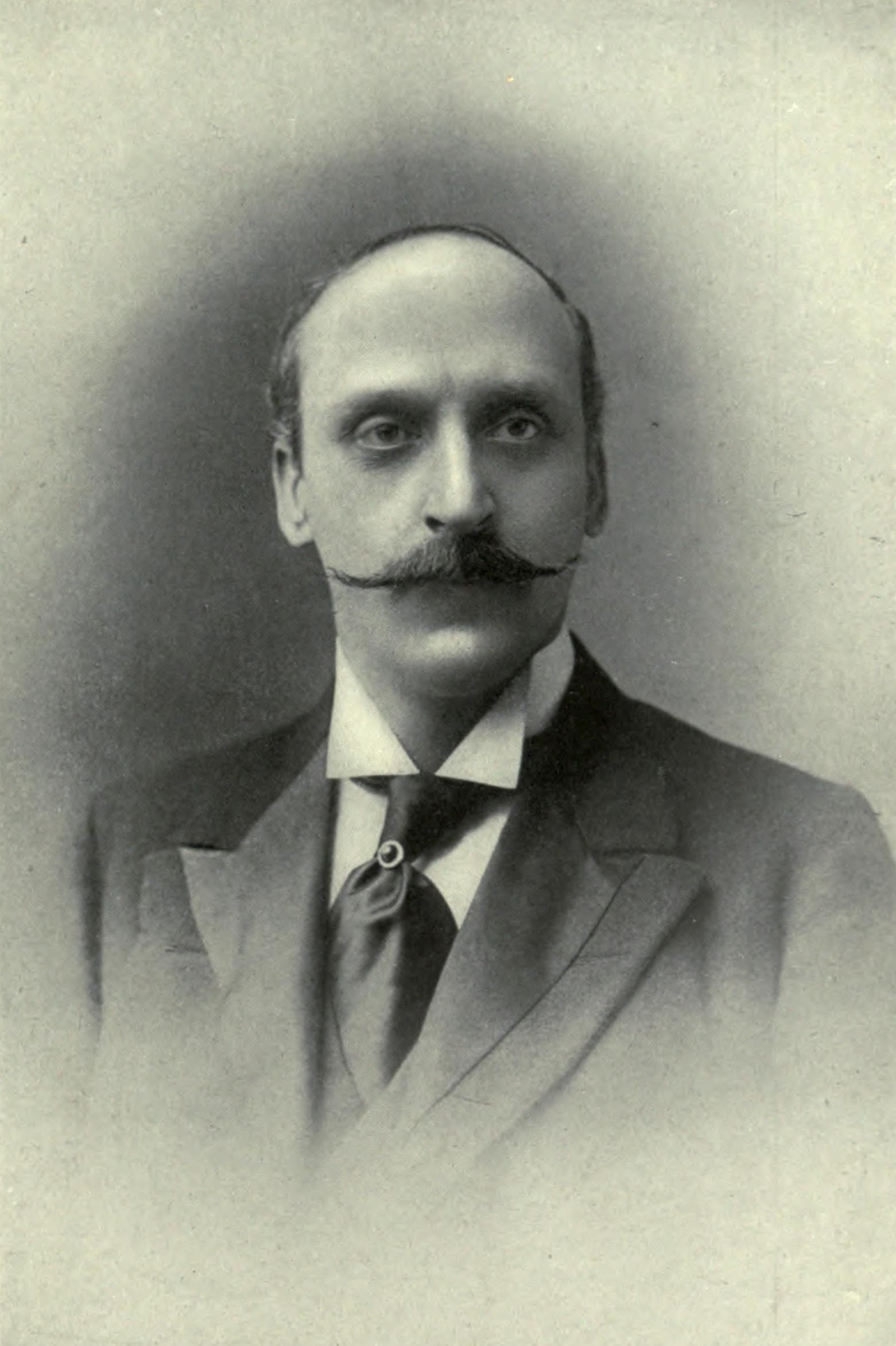
Lionel Monckton

John Lionel Alexander Monckton (Londen, 18 december 1861 – aldaar, 15 februari 1924) was een Brits componist, schrijver en muziekcriticus. Voor bepaalde werken gebruikte hij het pseudoniem Leslie Mayne. 

## Levensloop
Lionel Monckton was de oudste zoon van het echtpaar Sir John Braddick Monckton en Lady Monckton, voormalig Maria Louisa Long (1837–1920). Zijn zuster Augusta Moore schreef onder haar pseudoniem Martin J. Pritchard populaire novelles.
Monckton studeerde aan de Charterhouse School en Oriel College van de Universiteit van Oxford, waar hij in 1885 afstudeerde. Gedurende zijn studiejaren acteerde hij in theaterproducties van het college en componeerde hij muziek voor producties van de door hem mee opgerichte Oxford University Dramatic Society. Na zijn studie werkte hij in een advocatenkantoor, maar streefde hij naar deeltijdse werkzaamheden als songschrijver en theater- en muziekcriticus. Aanvankelijk schreef hij kritieken voor de Pall Mall Gazette en later ook voor The Daily Telegraph. Zijn eerste volledige theaterproductie was de operette Mummies and Marriage, die in 1888 in première ging. Later schreef hij muziek tot aanvulling van theaterproducties van andere componisten. Zo schreef hij aanvullingen voor The Geisha (1896) en A Greek Slave (1899) van Sidney Jones, alsook The Girl from Montmartre (1912) van Henri Bereny. Intussen was hij zelf voltijds componist van theaterwerken, vooral musicals. 
Hij schreef vooral voor de uitvoeringen in het Londense Gaiety Theatre, soms samen met de componist Ivan Caryll (1861–1921). In dat theater leerde hij ook zijn latere vrouw, de actrice en zangeres Gertie Millar (1879–1952) kennen. Zij huwden in de herfst van het jaar 1902. De Gaiety-producties, beïnvloed door variététheater,  waren voor het publiek van toen, dat nog geen omroep, televisie en cd-opnames kende, een groot succes. 
Toen de series van het Gaiety Theatre niet meer zo vele luisteraars aantroken, schreef Monckton samen met zijn collega Howard Talbot (1865–1928) tussen 1909 en 1911 een aantal musicals met iets meer romantiek in het verhaal voor het Shaftesbury Theatre en later, van 1910 tot 1912, ook voor het Adelphi Theatre.

## Composities

### Werken voor harmonieorkest
- A Country Girl, selectie uit het musical voor harmonieorkest bewerkt door Charles Godfrey jr.
- Ouverture tot "The Arcadians"
- Ouverture tot "The Mousme", voor harmonieorkest bewerkt door Daniel Godfrey
- Soldiers in the Park, mars bewerkt door William J. Duthoit
- The Circus Girl, selectie uit het musical voor harmonieorkest bewerkt door Daniel Godfrey
- The Spring Chicken, selectie

### Muziektheater

#### Operettes
| Voltooid in | titel                | aktes | première | libretto |
| ----------- | -------------------- | ----- | -------- | -------- |
| 1888        | Mummies and Marriage |       |          |          |
| 1899        | San Toy              |       |          |          |

#### Musicals
| Voltooid in | titel                                                                    | uitvoeringen | première                                           | libretto                                                                        | verdere liedteksten                                                              | choreografie     |
| ----------- | ------------------------------------------------------------------------ | ------------ | -------------------------------------------------- | ------------------------------------------------------------------------------- | -------------------------------------------------------------------------------- | ---------------- |
| 1894        | Claude Du-Val (Blend 1664-1894)                                          |              | 25 september 1894, Londen, Prince of Wales Theatre | John Crook, Frederick Bowyer "Payne Nunn"                                       | Arthur Roberts                                                                   |                  |
| 1894        | The Shop Girl                                                            |              | 24 november 1894, Londen, Gaiety Theatre           | George Grossmith                                                                |                                                                                  |                  |
| 1896        | The Circus Girl                                                          |              | 5 december 1896, Londen, Gaiety Theatre            | Ivan Caryll, Adrian Ross, Harry Greenbank, James T. Tanner, Walter Pallant      |                                                                                  |                  |
| 1898        | A Runaway Girl samen met: Ivan Caryll                                    | 216          | 21 mei 1898, Londen, Gaiety Theatre                | Seymour Hicks, Harry Nicholls                                                   | Aubrey Hopwood, Harry Greenbank                                                  | Herbert Gresham  |
| 1899        | The Messenger Boy samen met: Ivan Caryll                                 | 128          | 3 februari 1900, Londen, Gaiety Theatre            | James T. Tanner, Alfred Murray                                                  | Adrian Ross, Percy Greenbank                                                     | Herbert Gresham  |
| 1901        | The Toreador samen met: Ivan Caryll                                      |              | 17 juni 1901, Londen, Gaiety Theatre               | James T. Tanner, Harry Nicholls                                                 | Paul Rubens, Adrian Ross, Percy Greenbank                                        |                  |
| 1901        | Kitty Grey samen met: Howard Talbot                                      | 50           | 7 september 1901, Londen, Apollo Theatre           | Augustus Barratt, Paul Rubens, Adrian Ross, J. Smyth Piggott                    |                                                                                  |                  |
| 1901        | A Country Girl                                                           | 729          | 18 januari 1902, Londen, Daly's Theatre            | James T. Tanner                                                                 | Adrian Ross, Percy Greenbank                                                     |                  |
| 1903        | The Orchid samen met: Ivan Caryll                                        | 194          | 28 oktober 1903, Londen, Gaiety Theatre            | James T. Tanner, Joseph W. Herbert                                              | Adrian Ross, Percy Greenbank                                                     | William Rock     |
| 1904        | The Cingalee                                                             | 391          | 5 maart 1904, Londen, Daly's Theatre               | James T. Tanner                                                                 | Adrian Ross, Percy Greenbank                                                     |                  |
| 1905        | The Spring Chicken samen met: Ivan Caryll                                | 401          | 30 mei 1905, Londen, Gaiety Theatre                | George Grossmith jr., geadapteerd van "Coquin de Printemps" van Jaime and Duval | Adrian Ross, Percy Greenbank                                                     | Adolph Neuberger |
| 1906        | New Aladdin                                                              |              | 24 november 1906, Londen, Gaiety Theatre           | James T. Tanner, W. H. Risque                                                   | Ivan Caryll, Frank E. Tours, Adrian Ross, Percy Greenbank, George Grossmith jr., |                  |
| 1907        | The Girls of Gottenberg samen met: Ivan Caryll                           | 303          | 15 mei 1907, Londen, Gaiety Theatre                | Georg Grossmith jr., L. E. Berman                                               | Adrian Ross, Basil Hood                                                          |                  |
| 1908        | Our Miss Gibbs samen met: Ivan Caryll                                    | 693          | 23 januari 1909, Londen, Gaiety Theatre            | James T. Tanner, naar "Cryptos"                                                 | Adrian Ross, Percy Greenbank                                                     |                  |
| 1909        | The Arcadians samen met: Howard Talbot                                   | 809          | 28 april 1909, Londen, Shaftesbury Theatre         | Mark Ambient, Alexander M. Thompson                                             | Arthur Wimperis                                                                  |                  |
| 1910        | The Quaker Girl                                                          | 536          | 5 november 1910, Londen, Adelphi Theatre           | James T. Tanner                                                                 | Adrian Ross, Percy Greenbank                                                     |                  |
| 1911        | The Mousmé samen met: Howard Talbot                                      |              | 9 september 1911, Londen, Shaftesbury Theatre      | Alexander M. Thompson, Robert Courtneidge                                       | Arthur Wimperis, Percy Greenbank                                                 |                  |
| 1912        | The Dancing Mistress                                                     |              | 19 oktober 1912, Londen, Adelphi Theatre           | James T. Tanner                                                                 | Adrian Ross, Percy Greenbank                                                     |                  |
| 1914        | The Belle of Bond Street; rev. The Girl from Kays samen met: Ivan Caryll | 48           | 30 maart 1914, New York, Shubert Theatre           | Harold Atteridge, Owen Hall                                                     | Adrian Ross, Claude Aveling                                                      | Jack Mason       |
| 1917        | The Boy samen met: Howard Talbot                                         | 801          | 14 september 1917, Londen, Adelphi Theatre         | Fred Thompson                                                                   | Adrian Ross, Percy Greenbank                                                     |                  |
| 1918        | Good Morning, Judge samen met: Howard Talbot                             | 140          | 6 februari 1919, New York, Shubert Theatre         | Fred Thompson, naar "The Magistrate" van Arthur Wing Pinero                     | Adrian Ross, Percy Greenbank                                                     | Jack Mason       |